# Rungia heterophylla
Rungia heterophylla är en akantusväxtart som beskrevs av Cornelis Eliza Bertus Bremekamp. Rungia heterophylla ingår i släktet Rungia och familjen akantusväxter. Inga underarter finns listade i Catalogue of Life.